# J'rap encore
Albums de Kery James
Mouhammad Alix
(2016)
J'rap encore est le septième album studio solo de Kery James, sorti le 16 novembre 2018.

## Présentation
L'album comprend treize titres et contient plusieurs collaborations (Féfé, Sofiane, Kalash Criminel, Omar, Sam's et Soolking). Sur la pochette, réalisée par Leïla Sy et Koria, on voit le rappeur de profil en gros plan, le poing levé.
Le 13 septembre 2019, Kery James sort une réédition de son album, nommée Tu vois j'rap encore, avec cinq nouveaux titres dont des featurings avec Orelsan (À qui la faute) ou Youssoupha (Les Yeux mouillés).

## Liste des titres

### Première édition
| No  | Titre                                 | Durée |
| --- | ------------------------------------- | ----- |
| 1.  | J'rap encore                          | 4:49  |
| 2.  | Blues (feat. Féfé)                    | 5:32  |
| 3.  | Le Mélancolique                       | 4:19  |
| 4.  | Jouez pas les gangsta (feat. Sofiane) | 3:36  |
| 5.  | Ça va aller (feat. Soolking)          | 4:16  |
| 6.  | Sans moi                              | 3:32  |
| 7.  | Gang (feat. Oumar et Sam)             | 3:49  |
| 8.  | À la Ideal J                          | 3:05  |
| 9.  | Amal                                  | 6:41  |
| 10. | Stan Smith                            | 3:47  |
| 11. | Piqué (feat. Chilla)                  | 4:53  |
| 12. | PDM (feat. Kalash Criminel)           | 4:34  |
| 13. | Le jour où j'arrêterai le rap         | 6:06  |

### Réédition
| No  | Titre                                 | Durée |
| --- | ------------------------------------- | ----- |
| 1.  | J'rap encore                          | 4:49  |
| 2.  | À qui la faute (feat. Orelsan)        | 5:30  |
| 3.  | Blues (feat. Féfé)                    | 5:32  |
| 4.  | Le Mélancolique                       | 4:19  |
| 5.  | Tuer un homme (feat. Lacrim)          | 5:34  |
| 6.  | Jouez pas les gangsta (feat. Sofiane) | 3:36  |
| 7.  | Les Yeux mouillés (feat. Youssoupha)  | 4:03  |
| 8.  | Sans moi                              | 3:32  |
| 9.  | Ça va aller (feat. Soolking)          | 4:16  |
| 10. | Challenger (feat. Soprano)            | 3:38  |
| 11. | Amal                                  | 6:41  |
| 12. | Gang (feat. Oumar et Sam)             | 3:49  |
| 13. | À la Ideal J                          | 3:05  |
| 14. | Stan Smith                            | 3:47  |
| 15. | Rester en vie                         | 3:58  |
| 16. | PDM (feat. Kalash Criminel)           | 4:34  |
| 17. | Piqué (feat. Chilla)                  | 4:53  |
| 18. | Le jour où j'arrêterai le rap         | 6:06  |

## Accueil critique
Pour Julien Rebucci des Inrocks, J'rap encore est l'album de Kerry James « le plus engagé depuis Le combat continue », sorti en 1998. Culturebox évoque un ton « durcit », un artiste qui « boxe avec les mots sur des sons plus bruts que dans ses titres précédents ». Pour Mouv', ses titres sont « engagés et conscients ».
Erwan Perron de Télérama « salu[e] la prise de risque » que prend Kery James sur son nouvel album en s'essayant à la chanson sur trois titres. Il attribue la note de 3/3 à J'rap encore.